# Symplecta pusilla
Symplecta pusilla är en tvåvingeart som först beskrevs av Ignaz Rudolph Schiner 1865.  Symplecta pusilla ingår i släktet Symplecta och familjen småharkrankar. Inga underarter finns listade i Catalogue of Life.